# Ван Сюй (борчиня)
Ван Сюй (кит. 王旭, пін. Wáng Xù; нар. 27 вересня 1985, Пекін) — китайська борчиня вільного стилю, срібна та бронзова призерка чемпіонатів світу, чемпіонка та бронзова призерка чемпіонатів Азії, чемпіонка Азійських ігор, бронзова призерка Кубків світу, чемпіонка Олімпійських ігор.

## Біографія
Боротьбою почала займатися з 1998 року. Тренер Куйюань Сюй. Виступала за борцівський клуб Пекінського університету спорту.

## Спортивні результати на міжнародних змаганнях

### Виступи на Олімпіадах
| Змагання                    | Збірна | Вагова категорія          | Місце  |
| --------------------------- | ------ | ------------------------- | ------ |
| Літні Олімпійські ігри 2004 | Китай  | жіноча боротьба, до 72 кг | Золото |

### Виступи на Чемпіонатах світу
| Змагання                        | Збірна | Вагова категорія          | Місце  |
| ------------------------------- | ------ | ------------------------- | ------ |
| Чемпіонат світу з боротьби 2002 | КНР    | жіноча боротьба, до 72 кг | Срібло |
| Чемпіонат світу з боротьби 2003 | КНР    | жіноча боротьба, до 72 кг | Бронза |
| Чемпіонат світу з боротьби 2007 | КНР    | жіноча боротьба, до 72 кг | 5      |

### Виступи на Чемпіонатах Азії
| Змагання                       | Збірна | Вагова категорія          | Місце  |
| ------------------------------ | ------ | ------------------------- | ------ |
| Чемпіонат Азії з боротьби 2001 | КНР    | жіноча боротьба, до 68 кг | Золото |
| Чемпіонат Азії з боротьби 2007 | КНР    | жіноча боротьба, до 72 кг | Бронза |

### Виступи на Азійських іграх
| Змагання           | Збірна | Вагова категорія          | Місце  |
| ------------------ | ------ | ------------------------- | ------ |
| Азійські ігри 2006 | КНР    | жіноча боротьба, до 72 кг | Золото |

### Виступи на Кубках світу
| Змагання                    | Збірна | Вагова категорія          | Місце  |
| --------------------------- | ------ | ------------------------- | ------ |
| Кубок світу з боротьби 2007 | КНР    | жіноча боротьба, до 72 кг | Бронза |